# Carin Bakhuis
Carin Meesters-Bakhuis (4 januari 1990) is sinds juli 2016 de hoofdtrainster van PEC Zwolle Vrouwen. Hiermee nam zij het stokje over van Sebastiaan Borgardijn, die na 3 seizoenen zijn vertrek aankondigde. Na een half seizoen heeft ze besloten om haar contract per direct te beëindigen.
Bakhuis is nu een huidige trainer van SV Meppen. 